# Andrzej Rychlicki
Andrzej Rychlicki (ur. 1561, zm. 1616) – polski duchowny rzymskokatolicki,  biskup pomocniczy (sufragan) poznański oraz biskup in partibus infidelium enneńskim

## Życiorys
Pochodził z Uniejowa prawdopodobnie z rodziny mieszczańskiej, studiował w Bolonii, doktor teologii oraz obojga praw. Początkowo posługiwał jako notariusz, a następnie kanclerz u bp. Wawrzyńca Goślickiego. Od 1601 roku kanonik warszawski, od 1604 roku kanonik katedralny poznański, archidiakon pszczewski, a zaraz potem poznański. W 1605 roku uzyskał godność protonotariusza apostolskiego. 7 lutego 1607 roku mianowany biskupem pomocniczym. Urząd pełnił dożywotnio. Pochowany w katedrze poznańskiej.
Konsekrował kościoły m.in. w Długiej Goślinie, Winnogórze, Dalewie, Bytyniu i Goraju oraz franciszkanów w Kościanie. 